# Viorel Șotropa
Viorel Șotropa (n. 5 martie 1968, Siret, Suceava, România – d. 1993) a fost un schior de fond român. El a concurat la Jocurile Olimpice de iarnă din 1992. A fost căsătorit cu Adina Țuțulan-Șotropa, sportivă de performanță, la rândul ei.